# Pezinská Baba

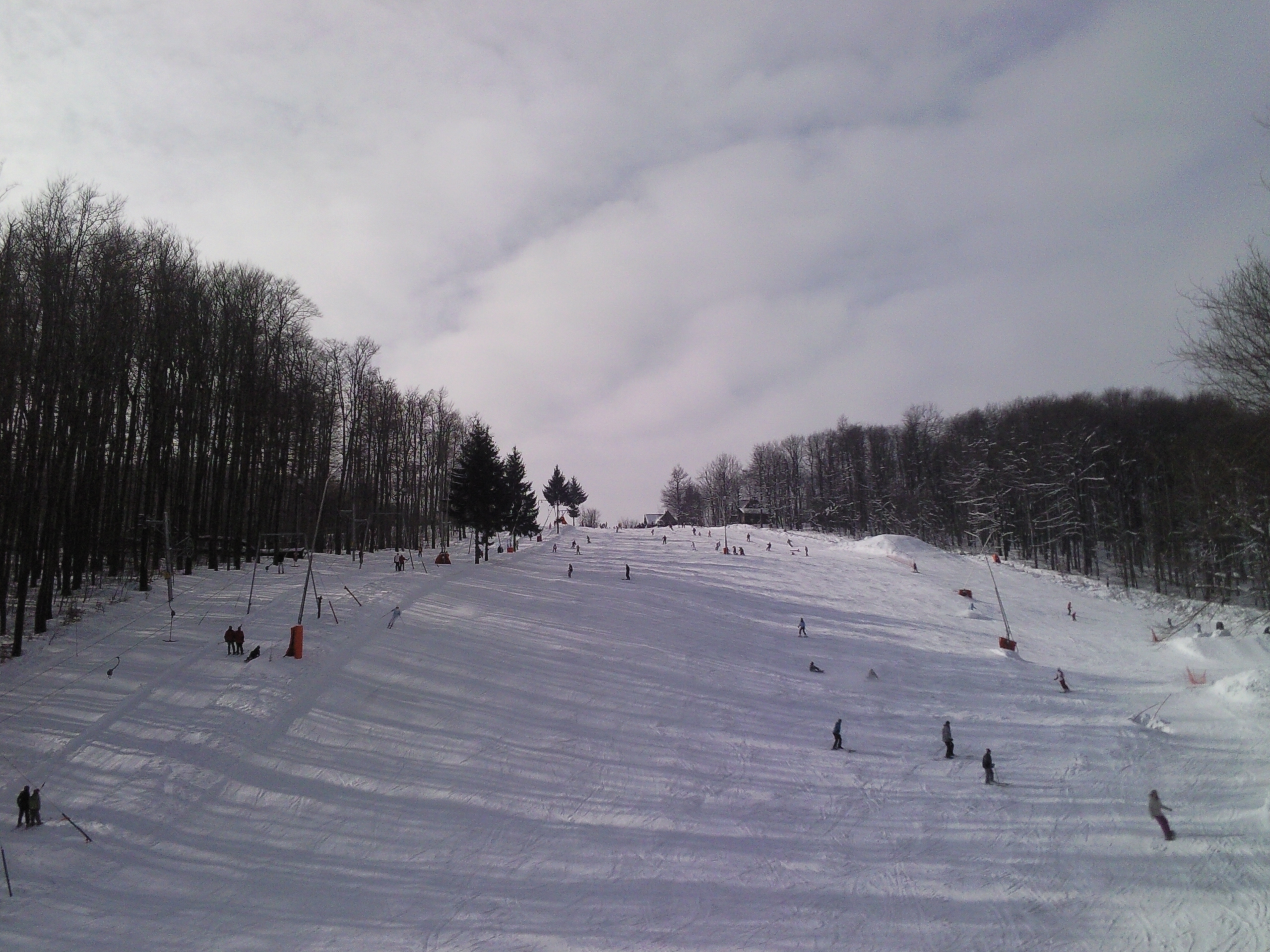
Einer von der Tracks auf Pezinská Baba

Pezinská Baba ist ein Skigebiet auf dem Kamm der Kleine Karpaten in einer Höhe von 527 Meter über Meer, in einer Entfernung von 12 Kilometer von Pezinok.
Es gibt 3 Skipisten mit einer Länge von 500, 700 und 1000 Meter und 5 Lifte mit einer Gesamtkapazität von 3120 Personen pro Stunde. Es gibt Loipen zum Langlaufen mit Längen von 1, 2 und 5 Kilometer sowie eine Rodelbahn.